# Ottignies
Ottignies is een dorp in de Belgische provincie Waals-Brabant en een deelgemeente van de stad Ottignies-Louvain-la-Neuve. Ottignies telt ongeveer 9500 inwoners.

## Geschiedenis
Onder het ancien régime was Ottignies een zelfstandige heerlijkheid, die juridisch onder de meierij Mont-Saint-Guibert viel, in het kwartier van Brussel van het hertogdom Brabant. Op de Ferrariskaart is de plaats weergegeven als het dorpje Ottignies, grotendeels op de linkeroever van de Dijle.
Na de Franse invasie werd Ottignies als gemeente ingedeeld bij het kanton Waver van het Dijledepartement.
In de jaren 1850 werd het station Ottignies geopend, langs de nieuwe spoorlijnen Brussel-Namen en Leuven-Charleroi. Het dorp groeide uit op het eind van de 19de en in de loop van de 20ste eeuw, ook richting de gehuchten zoals Stimont op de rechteroever van de Dijle, en richting het dorp Mousty in buurgemeente Céroux-Mousty in het zuiden.
In de jaren 1970 werd de nieuwe, geplande universiteitsstad Louvain-la-Neuve gesticht op het tot dan toe nog landelijke gebied in het oosten van de gemeente.
Bij de gemeentelijke fusies van 1977 werd Ottiginies met buurgemeenten Céroux-Mousty en Limelette samengevoegd in de nieuwe fusiegemeente Ottignies-Louvain-la-Neuve.
De laatste decennia van de 20ste eeuw kende Ottignies een verdere verstedelijking met nieuwe woonwijken rond het oude dorp, zodat het verder vergroeid raakte met de omliggende gehuchten en met de kern van Louvain-la-Neuve.

## Bezienswaardigheden
- Het Château du Petit Ry is een kasteeltje van 1885.
- Het Château de Chenoy werd gebouwd in 1858-1860. In 1936 werd het een ziekenhuis en later een bejaardentehuis.
- Het Kasteel van Ottignies was vroeger in bezit van de Hertog van Brabant. Het huidige kasteel stamt uit de 17e eeuw en werd herhaaldelijk gewijzigd in de 18e en 19e eeuw. De vierkante toren is van 1626.
- De Sint-Remigiuskerk (Église Saint-Remy) is een bakstenen classicistisch kerkgebouw van 1783-1785.
- De Sint-Pius X-kerk (Église Saint-Pie X) is een modern kerkgebouw van 1964, ontworpen door Pierre Pinsard en een kopie van de Heilig-Sacramentskapel van het Vaticaans paviljoen van de Expo 58 te Brussel, ontworpen door dezelfde architect. Een bakstenen bouwwerk met ronde plattegrond en naastgebouwde betonnen klokkentoren. De kerk is gelegen in de westelijke uitbreidingswijk van Ottignies.
- De Heilige Maria en Sint-Jozefkerk (Église Saints-Marie-et-Joseph) ligt in de wijk Blocry ten oosten van het centrum van Ottignies. Hij werd gebouwd van 1914-1916 als een eenvoudig bakstenen gebouw met rondbogige vensters. De bakstenen toren naast de kerk kwam gereed in 1935 en toonde expressionistische stijlkenmerken.

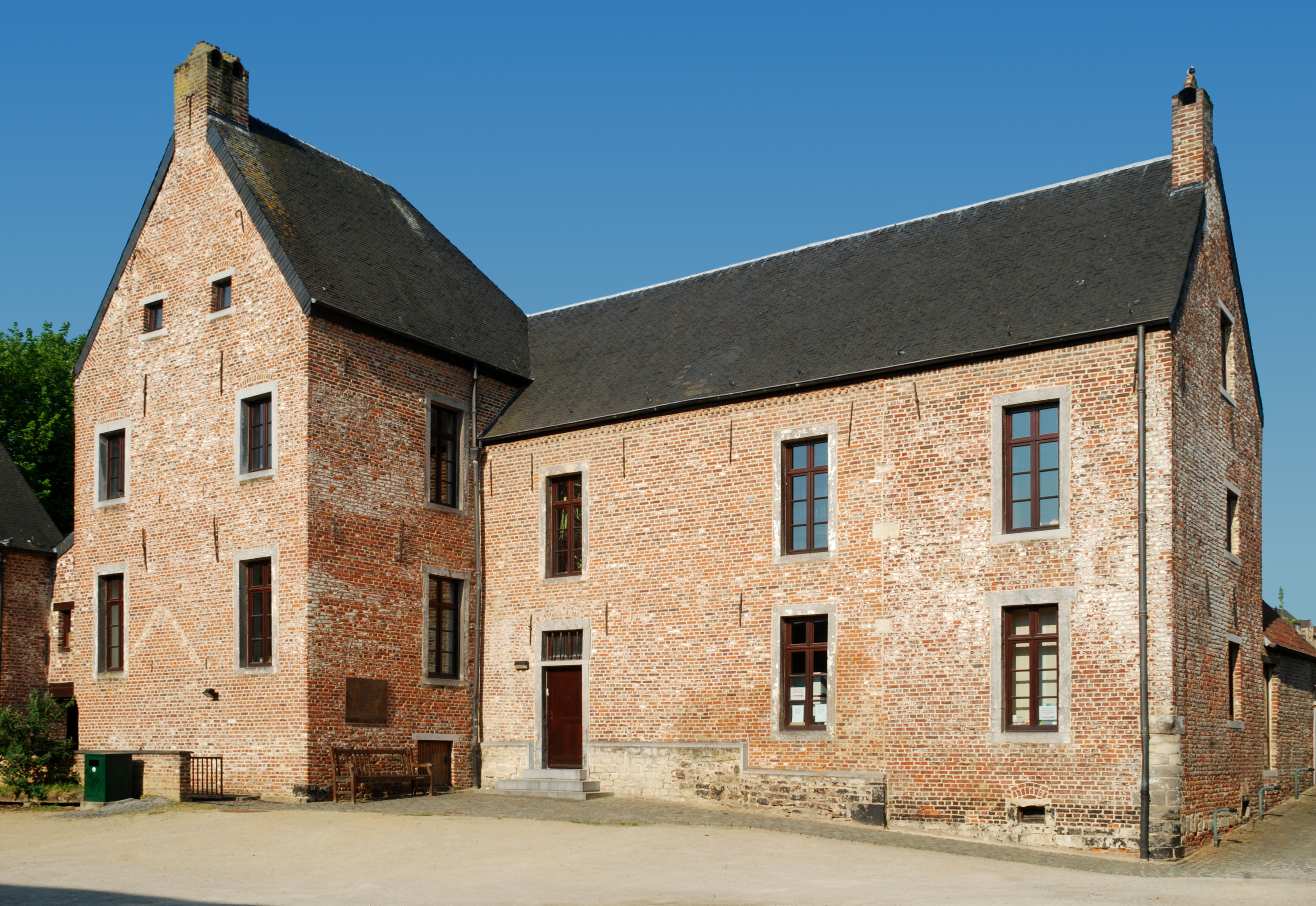
Ferme du Duoaire
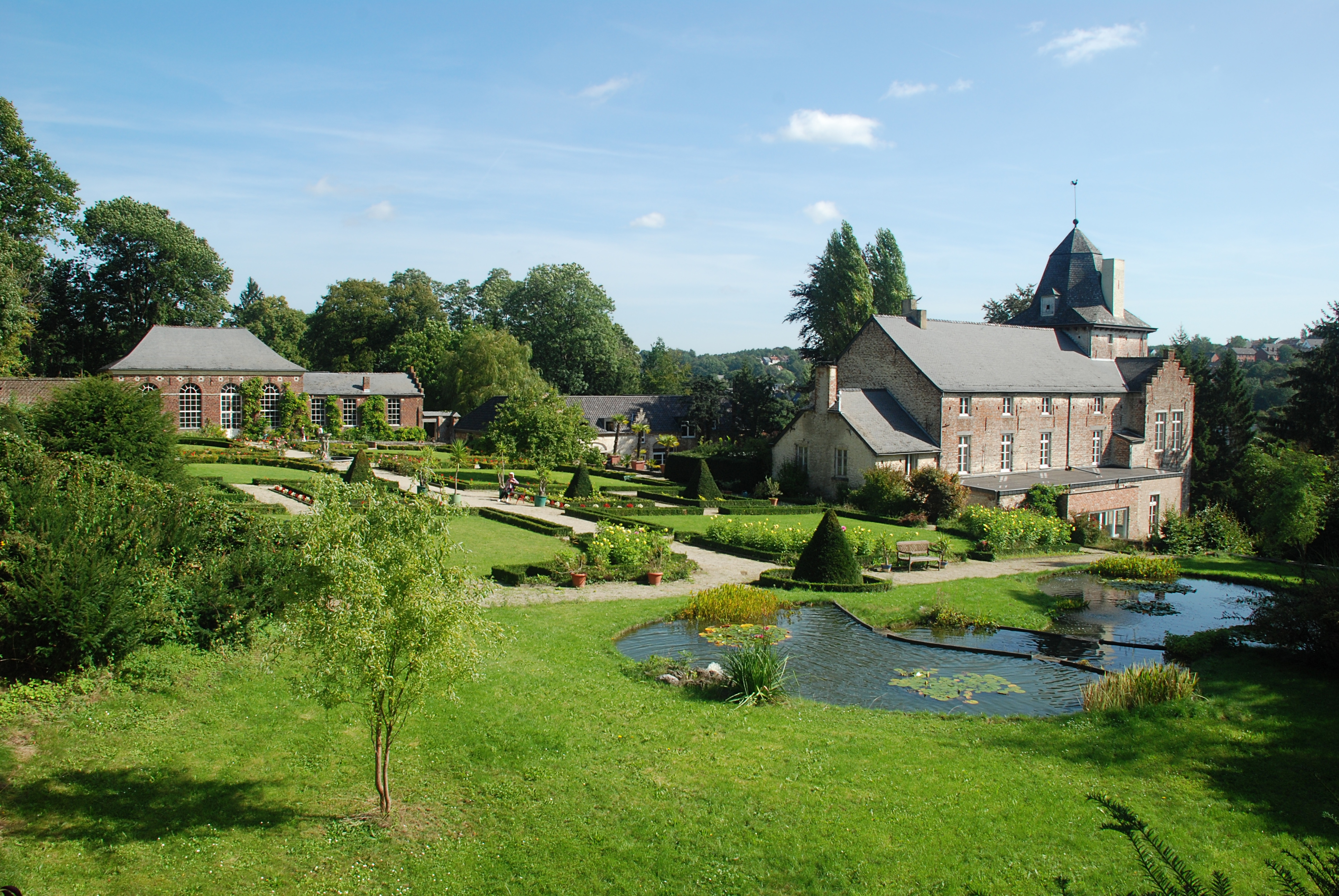
Château d'Ottignies
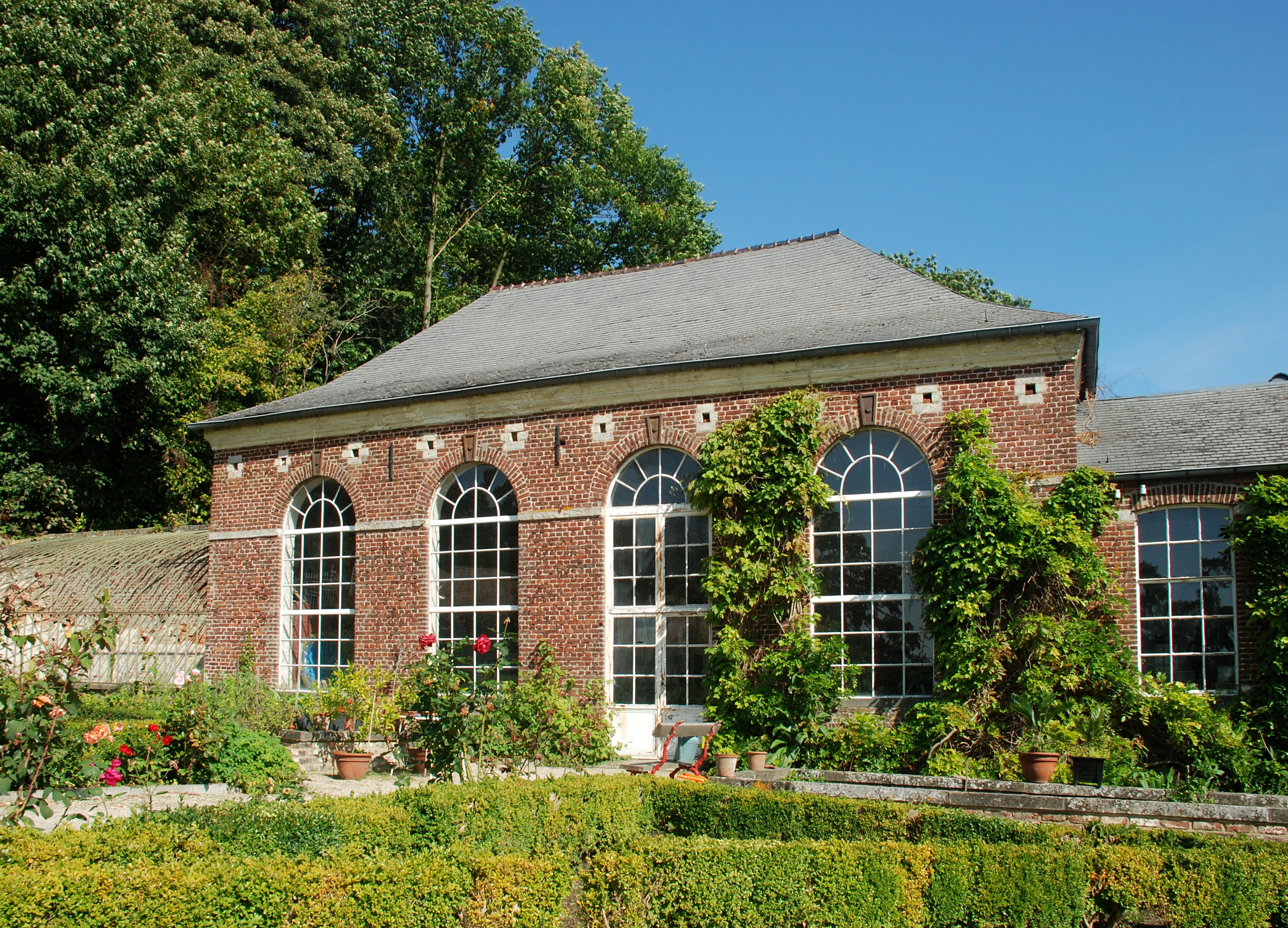
Château d'Ottignies: Orangerie
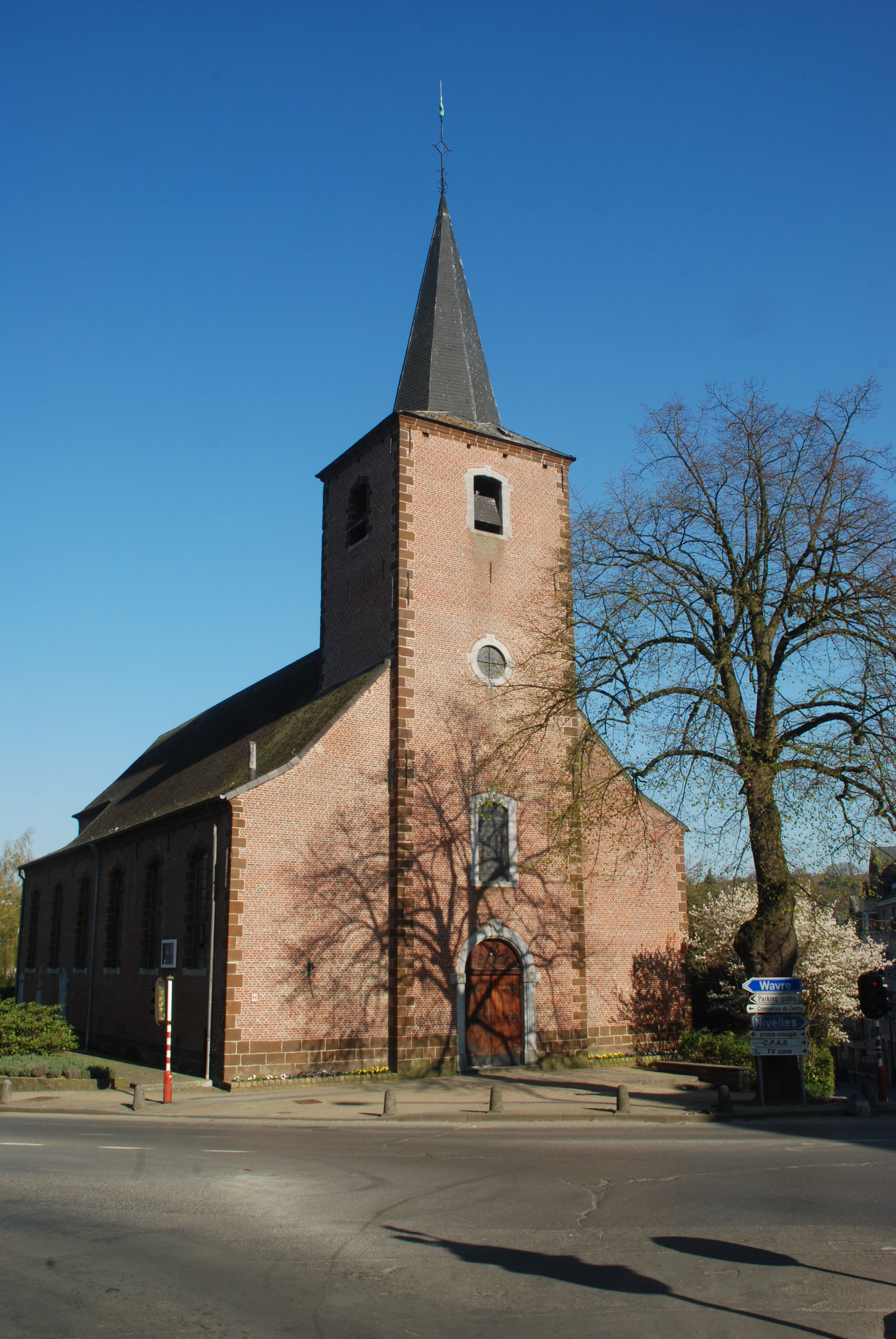
Église Saint-Rémi

## Natuur en landschap
Ottignies ligt aan de Dijle. De hoogte aan de kerk bedraagt 68 meter.

## Bevolking

### Demografische evolutie voor de fusie
- Bronnen:NIS, Opm:1831 tot en met 1970=volkstellingen, 1976= inwonersaantal op 31 december

## Politiek
Ottignies had een eigen gemeentebestuur en burgemeester tot de fusie van 1977. Burgemeesters waren:
- 1959-1976: Yves-Jean du Monceau de Bergendal (PSC)

Yves-Jean du Monceau de Bergendal bleef na de fusie nog tot 1988 burgemeester van fusiegemeente Ottignies-Louvain-la-Neuve.

## Verkeer en vervoer
Ottignies is een belangrijk spoorwegknooppunt. Het station Ottignies ligt aan spoorlijn 161 (Brussel-Namen), spoorlijn 139 (Ottignies-Leuven) en spoorlijn 140 (Ottignies-Charleroi).
Net op en rond de oostgrens van de deelgemeente lopen de autosnelweg A4/E411 en de steenweg N4 tussen Waver en Gembloers. De A4/E411 heeft een op- en afrit ter hoogte van Louviain-la-Neuve.
In het oostelijke deel van het grondgebied liggen nog de gewestwegen N233 (Boulevard Baudouin 1er), N238 en N250 (Boulevard de Lauzelle).
Door het oude centrum van Ottignies loopt de N237 (Avenue des Combattans) tussen Limelette (met de N238) en Court-Saint-Étienne.
Over het westen van het grondgebied loopt de N275 (Chaussée de Bruxelles) tussen Rixensart en Court-Saint-Étienne).

## Nabijgelegen kernen
Louvain-la-Neuve, Limelette, Mousty
Deelgemeenten: Céroux-Mousty · Limelette · Ottignies

Overige plaatsen: La Baraque · Blanc Ry · Les Bruyères · Céroux · Croix · Ferrières · Franquenies · Louvain-la-Neuve · Mousty · Petit Ry · Pinchart · Rofessart · Stimont · Le Tri

Belgische gemeenten · Arrondissement Nijvel · Waals-Brabant · Wallonië